# Horthatanhal, Koppal
Horthatanhal là một làng thuộc tehsil Koppal, huyện Koppal, bang Karnataka, Ấn Độ.